# راكيل غارسيا توماس
راكيل غارسيا توماس (برشلونة، 1984) هي ملحنة إسبانية متخصصة في الإبداع متعدد التخصصات والتعاوني. بعد تخرجها في برشلونة، ذهبت إلى لندن وحصلت على الدكتوراه من الكلية الملكية للموسيقى. طوال حياتها المهنية، ظهرت أعمالها لأول مرة في المسارح وقاعات الحفلات الموسيقية الرائدة في إسبانيا والخارج. تلقت أعمال وشاركت مع العديد من الفرق الموسيقية.

## مسيرتها الموسيقية
درست تخصص التأليف الموسيقي في كلية الموسيقى في كاتالونيا، وحصلت على الدكتوراه من الكلية الملكية للموسيقى في لندن، المدينة التي عاشت فيها لمدة ست سنوات. قامت بإبداعات مشتركة مع فرقة الباليه الإنجليزية الوطنية ، والأكاديمية الملكية للفنون ومهرجان درسدن للموسيقى Dresdner Musikfestspiele .
حصلت مؤخرًا على الجائزة الوطنية الإسبانية لعام 2020، فئة التأليف الموسيقي، والتي تُمنح سنويًا من قبل وزارة الثقافة والرياضة الإسبانية.  «للطابع متعدد التخصصات والمبتكر للغتها الموسيقية الشخصية». حازت راكيل على جائزة العين الناقدة عام 2017 El Ojo Crítico Música Clásica  الممنوحة من RTVE (هيئة الإذاعة والتلفزيون الإسبانية)، «لأصالة مناهجها الفنية واستخدام ومزج لغتها الموسيقية مع التقنيات الجديدة وإنشاء الفيديو».
تعاونت كمؤلفة موسيقية ومنشئ فيديو مع مدير المسرح في برلين ماتياس ريبستوك في إنشاء Büro für postidentisches Leben ، الذي عُرض لأول مرة في مهرجان برشلونة  Grec وفي اوبرا  Neuköllner Oper.
عُرضت موسيقى راكيل لأول مرة في جميع أنحاء إسبانيا في أماكن مثل قصر الموسيقى الكتالونية  Palau de la Música Catalana ومبني برشلونة الموسيقي L'Auditori de Barcelona ومسرح Teatre Lliure وقاعة سرقسطة للحفلات الموسيقية Auditorio de Zaragoza ومسارح القناة في مدريد Teatros del Canal والمسرح الاسباني Teatro Español والمركز الاجتماعي والثقافي La Casa Encendida ومسرح Auditorio 400 في متحف رينا صوفيا الوطني للفنون في مدريد. كما تم عرض أعمالها في برلين، ودرسدن، وكارلسروه، وشتوتغارت، أمستردام، ولوكسمبورغ، وبودابست، وفيينا، وأورليان، وليون، وبازل، ولوزان، وأوبورتو، وإدنبره، وناغويا، والقاهرة، وبوينس آيريس، وروزاريو، ولندن.
كانت مدعوة كملحنة  في دورة الموسيقى المعاصرة Sampler Series في مبنى مسرح برشلونة Auditorio de Barcelona في موسم  عام 2015-2016.
في عام 2013، قامت بتأليف الباليه Go, Aeneas, Go! ، والذي قُدم لأول مرة في العالم من قبل فرقة الباليه الإنجليزية الوطنية في لندن. أحد محاور إنتاج غارسيا توماس هو الأعمال المسرحية. فازت أوبراها Go و Aeneas و Go بجائزة أوبرا نويكولن في عام 2015.
في 14 فبراير 2018 لأول مرة في برشلونة، عرض المسرح الوطني في كاتالونيا بالينا بلافا Balena blava، مع موسيقى غارسيا توماس   García-Tomàs ونص لفيكتوريا زبونبرغ  Victoria Szpunberg، وهي مسرحية مدتها عشرين دقيقة مستوحاة من طقوس الربيع، من تأليف إيغور سترافينسكي  Ígor Stravinski. حضر الحفل طلاب من المدرسة العليا للموسيقى في كاتالونيا  والممثلة مارتا أنجيلات Marta Angelat. في نفس العام، عٌرض العرض الأول العالمي لفيلم Je Suis Narcissiste في مدريد.
خلال موسم 2019-2020، كانت ملحنًة مقيمة في Fundació Catalunya-La Pedrera حصلت على منحة ليوناردو من مؤسسة BBVA لإنشاء أوبرا جديدة مع إيرين جايرود Irène Gayraud ومارتا بازوس Marta Pazos.

## أعمالها المميزة
DIDO Reloaded
Go, Aeneas, Go!
disPLACE
Je suis narcisiste

## روابط خارجية
- https://www.raquelgarciatomas.com/